# キルギス料理

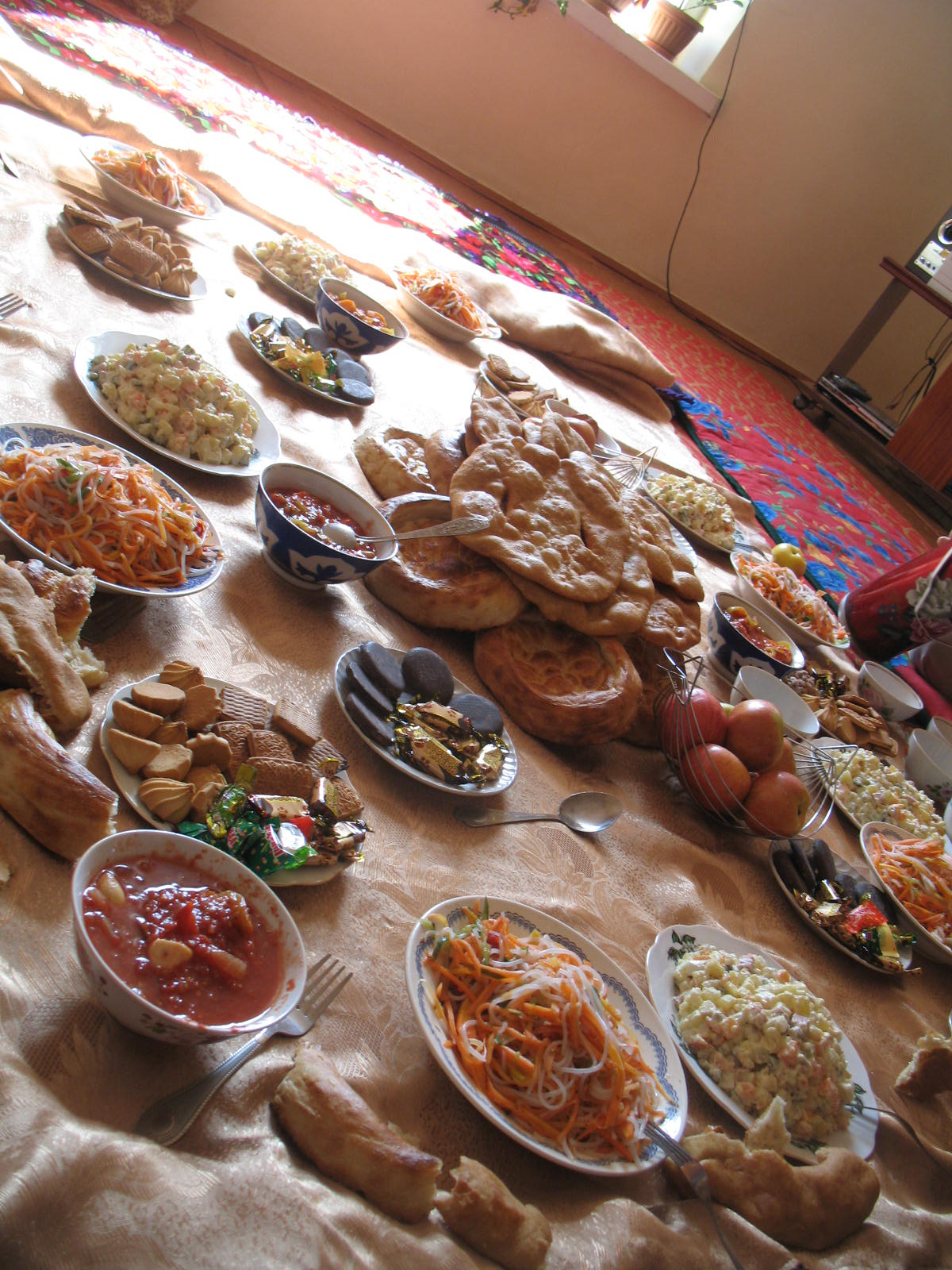
キルギス料理

キルギス料理（キルギスりょうり、英語: Kyrgyz cuisine）は、キルギスで主に作られている料理である。キルギス料理は隣国であるカザフスタンのカザフスタン料理と様々な面で類似点が見られる。

## 概要
遊牧民生活を起源とする伝統的なキルギス料理は、料理技術や主な材料が遊牧民的な生活様式から影響を受けている。遊牧民の食生活は(1) 肉、(2) 乳製品、(3) 農産物の3つに分かれ、肉と乳製品が柱になる。羊肉や馬肉を用いることが多く、様々な乳製品を多用する。したがって、料理技術の大部分は食品の長期保存という観点に則っている。春は家畜の生育に適した環境で乳製品を作り、多様な乳製品が夏の食料となる。夏をすごした家畜が肥えると保存食を作るので、肉が冬の食料となる。夏の乳製品と冬の肉という食文化は、年間を通して安定して食料を得るための基本となっている。
地理的には、北東部は山岳の遊牧民文化が中心となり、南西部は定住民文化を中心としている。遊牧民文化では肉食が中心となり、フェルガナ盆地に接する南西部では農耕が行われている。
キルギスでは多くの異なる民族の料理を見ることができる。ビシュケクやオシ、ジャララバード、カラコルといった大都市では、様々な国の国際的な料理を見かけることができる。路上の屋台や農村部では、コットンシードオイルや羊脂を用いた標準的なキルギスの料理を見かけることが多くなる。地域の人々は地方の羊脂を用いた料理は美味で健康に良い料理だと考えている。

## 肉料理

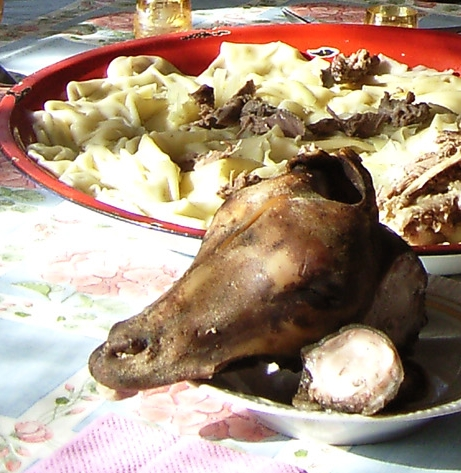
ベシュバルマク

様々な調理方法で提供される肉は、キルギス料理において非常に重要な部分を占める。肉はその場で煮たり焼いたりして食べる他に加工して保存食とする。一般的で人気のある肉料理としては、カズと呼ばれる馬肉のソーセージがある。カズは塩やクミンが入っており、脂が多いほど高級とされる。スライスして食べたり、プロフやラグマンに添えて食べたりする。他によく食されるものとして、ヒツジの肝臓のロースト、ベシュバルマクと呼ばれるゆでた肉を細麺と一緒に調理した麺料理などがある。
特別な行事の時には、家庭で屠畜を行って宴会を開く。この屠畜をソイと呼び、結婚式、来客、ラマザーン明けなどの行事がこれにあたり、主に羊が選ばれる。屠畜ではまず祈りを捧げ、頸から血を抜いて解体する。解体がすむとカザンという鉄鍋を2つ用意し、肉と内臓を別々にして弱火で長時間茹で、調味料には塩を使う。宴会では羊の頭が重要とされ、テーブルに焼いた頭を載せる。祈りのあとで主客がナイフで切り込みを入れ、左の耳を切り取って会席者全員が分けて食べる。眼球の1つは主客が食べる。心臓や肝臓はみじん切りにしてタマネギと米を混ぜ、ブジュという腸詰めを作る。腸詰めに使わなかった腸は茹でて食べる。肺に牛乳を入れて茹でるオボロという料理もある。
馬肉は、キルギスでは最も貴重な肉と考えられており、結婚式や葬式などの会食では、主賓に対して馬の背中の最も希少な部位の塊が供される。また、供された主賓は、その部位を切り分けて主賓の周囲のVIPの客人に供するのが常である。これが最上のもてなしと考えられている。馬肉が美味になる季節は9月～12月頃の秋から初冬にかけての時期。また上質な馬肉が入手できる場所はナリン州などがあげられる。他にも馬肉を用いた様々な料理がある。
ベシュバルマクはキルギスの国民食であるが、カザフスタンや新疆ウイグル自治区 (この地域ではナリンと呼ばれる) でも一般的な料理である。馬肉や羊肉（牛肉を用いることもある) を数時間煮込み、幅1センチほどの自家製の麺の上に載せたあとでパセリやコリアンダーをふりかけて食べる。ベシュバルマクはキルギス語で「5つの指」を意味する。これはベシュバルマクがもともと5つの指を用いて食べる料理であったことが関係していると考えられている。ベシュバルマクは誕生日や新しく子供が生まれた場合など慶事には必ずといっていいほど提供される料理であるが、葬式や親類の死を悼む場合などにも作られる。宴会で出す場合は、まず羊を屠畜して最後のメインディッシュにベシュバルマクが出される。馬肉の代わりに羊肉を用いる場合は、ゆでたヒツジの頭は主賓のテーブルの前に置かれ、主賓は頭部を切り分けて同じテーブルの他の客に取り分ける。
シャシリクは羊肉を串に刺して炭火焼にしたものであり、生のまま輪切りにした玉ねぎとともに供される。シャシリクはレストランや路上の屋台で提供されている。シャシリクに用いる肉には通常調理前に数時間に渡りタレに漬け込むことが多い。シャシリクは羊肉で作ることが多いが、牛肉や鶏肉、魚肉を用いることもある。シャシリクの串には通常肉の脂身の部分と赤身の部分が1対1で刺してあることが多い。できたてを食べると非常に美味しいが、屋台などで調理後長時間経過したものなど出来立てでないものは油が冷え固まってしまい味が悪くなる。
ショルパ (ショルポと呼ばれることもある) は肉(主に羊肉を用いる)と野菜のスープである。

### パロー

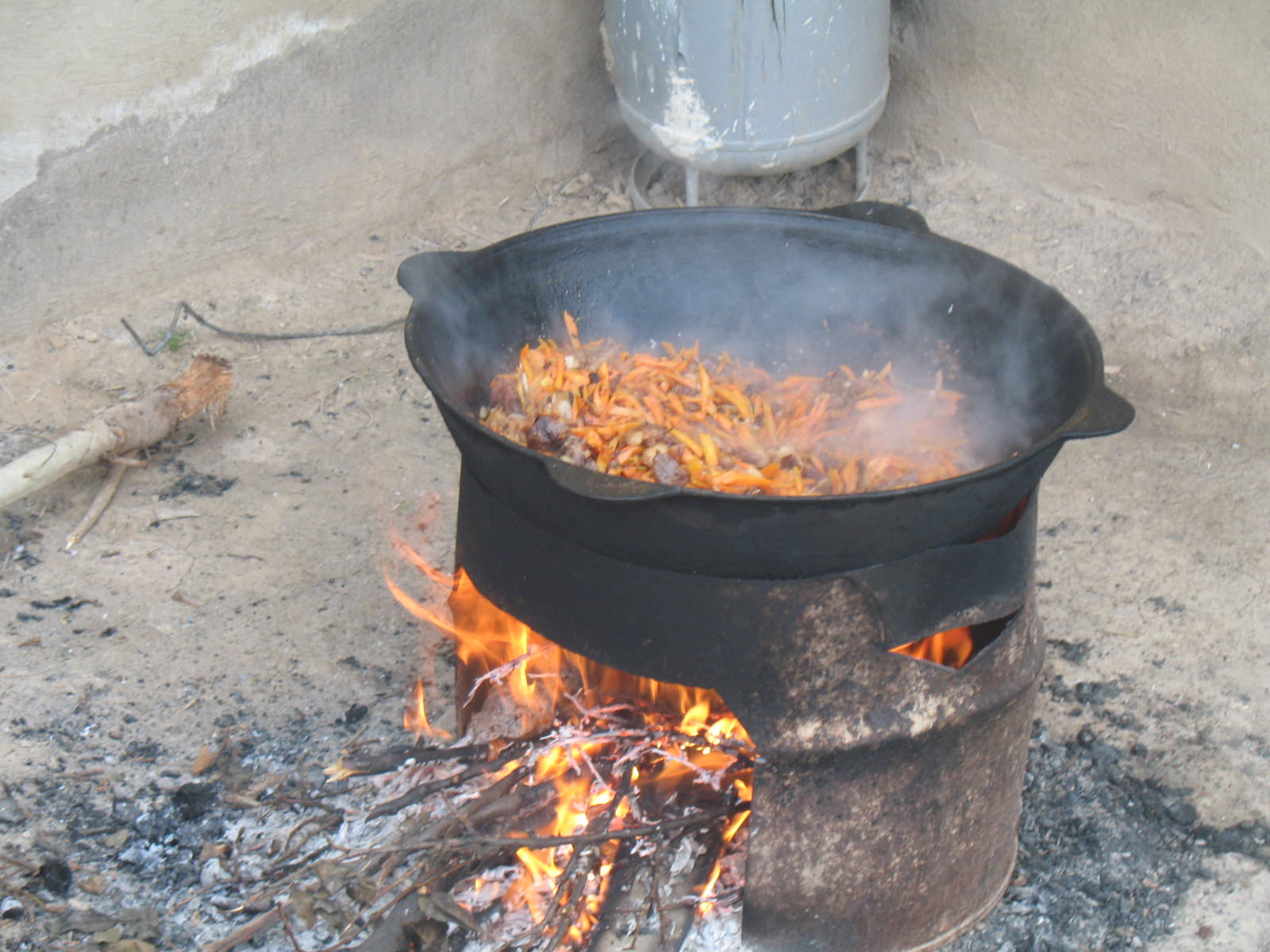
パローを調理する様子

パロー (キルギス語: палоо) は中央アジアで一般的に見られる料理プロフのキルギス名である。パローは肉片 (羊肉や牛肉を用いることが多いが、鶏肉を用いることもある) をカザンと呼ばれる大きな鉄製の釜で炒め、一口大に切った人参やニラ、米を入れて炒め、炊きあげたものである。パローはガーリックフライや赤唐辛子を入れて香りづけをする。ウズゲン・パロー (Uzgen paloo) はキルギスのウズゲン地区南部で作られる米を使用したパローである。シリン・パロー (Shirin paloo) はアゼルバイジャン料理のシリン・プロフと非常に似た料理であり、菜食主義者の食卓においては肉の代わりにプルーンや杏、レーズンといったドライフルーツが用いられる。
ウズゲンなどの地域では稲作が盛んで、赤米は高級米としてキルギスやウズベキスタンで珍重され、赤米で作ったプロフは最上のもてなし料理とされる。
パローはペルシア語のポロウ (Polow, polo) がキルギス語化したものであり、語源をピラフと同じくする。ロシアではこの料理のことをプロフ (ロシア語: плов)と呼び、テュルク諸語ではアシュ (ash)、タジク語ではオシュ (osh) と呼ぶ。

## 乳製品
キルギスでは伝統的に羊の乳が中心だったが、ソ連時代に乳牛が導入されて牛乳が使われるようになった。加工方法を大きく分けると、(1) クリームやバター、(2) 酸乳（ヨーグルト）やチーズ、(3) 酸乳酒の3つになる。こうして1回作った乳製品を無駄なく利用する。
クリームやバターの系譜には、カイマック（クリーム）、サル・マイ（バターオイル）、チュボコ（バター）がある。まずスットと呼ぶ生乳から乳脂肪分を集めてペースト状のカイマックを作り、スット10リットルにつきカイマックが1リットル程度作れる。カイマックはナンに付けたり紅茶に入れたりする。カイマックが悪くなりそうな時期になったら、サル・マイとチュボコに加工する。サル・マイは黄色い油という意味のバターオイルで、カイマックを加熱して乳脂肪分の他を除いて作り、料理に使う。カイマックの加熱で固形状になったものがチュボコで、タルカンという大麦の麦こがしと混ぜておやつとして食べる。
アイラン（酸乳）はスットから作る酸乳（ヨーグルト）であり、スットを加熱して残り物の酸乳を加えてから一晩置くと出来上がる。バザールではバケツからすくって飲むものが売られていることもある。そのまま食す他に加水したり塩を入れたりして飲む。アイランを脱水してペースト状にしたチーズはスズメと呼ばれる。アイランの脱水で出る乳清はサル・スーと呼び、化粧水や家畜の餌に混ぜたりする。スズメに生乳を加えて加熱し、塩を加えて乾燥させると固形チーズのクルトが出来上がる。クルトは基本的には料理に使わず、長期間の保存ができる貴重な栄養源とされる。アイランを作るときに発酵が進みすぎた場合も、加熱・脱水・乾燥をしてクルトにする。カッテージチーズ状のブシュタクは、生乳にアイランを凝固剤として加えてから脱水して作る。砂糖やカイマックを入れたり、ロシアのヴァレーニエをかけて甘いデザートとして食べる。

## 麺料理・ダンプリング

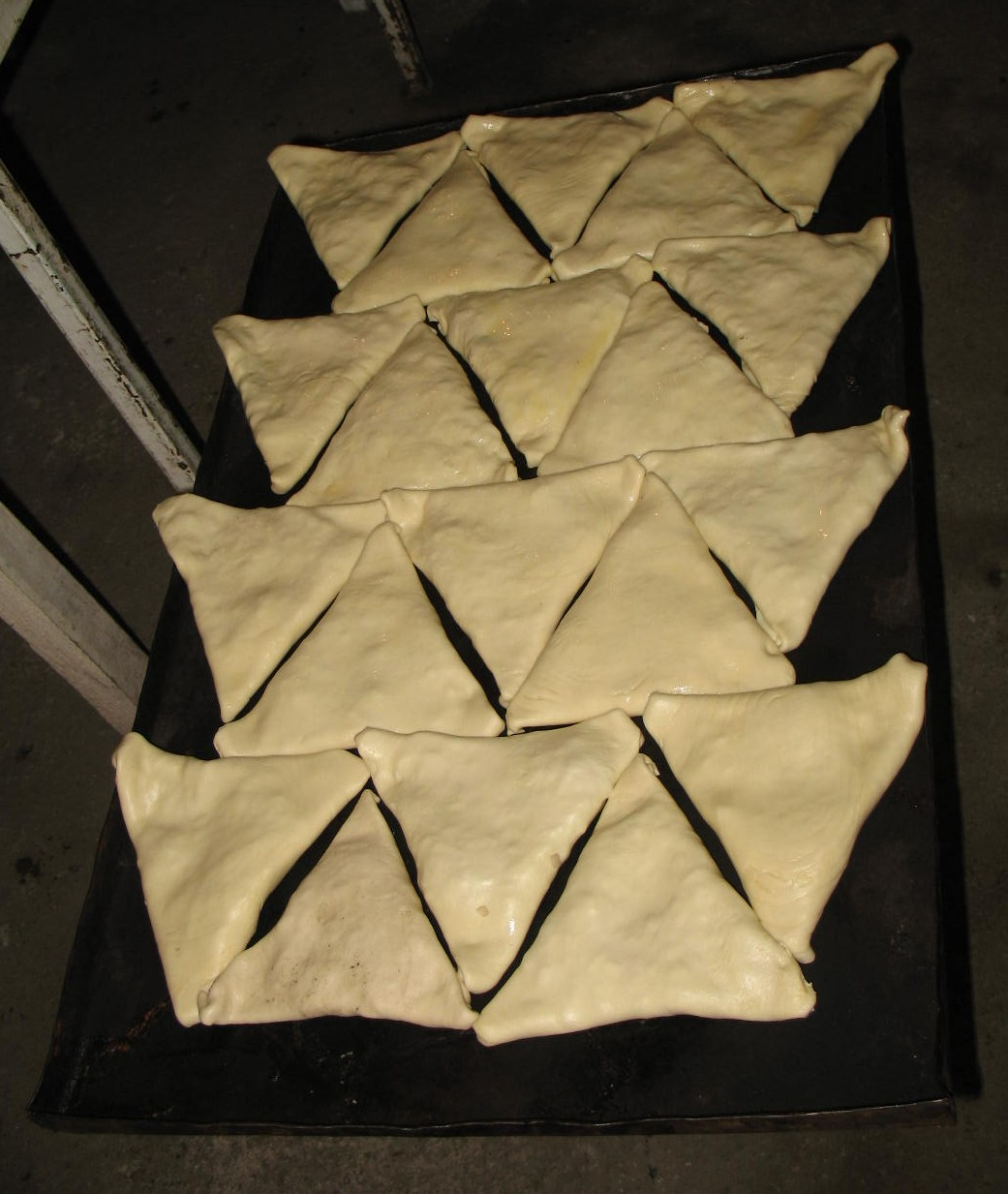
カラコルのサムス

マンティはひき肉や玉ねぎを小麦粉でできた生地の中に詰めて蒸し上げた餃子や肉まんに近い料理である。 
サムスは小麦の生地をパイ状に何層かに重ねて下ごしらえをし、ひき肉や野菜を詰めて折りたたんで焼いた軽食で、インドのサモサと非常に似ている。サムスには羊肉や羊脂を用いることが多いが、鶏肉、チーズ、カボチャ、キャベツ、牛肉など多彩な食材を用いたサムスが作られている。大都市ではバザールや通りの角で購入することができる。
ラグマンはキルギスで非常に人気のある麺料理である。ベシュバルマクが麺を切るのに対して、ラグマンは手で麺を延ばして作る。自家製の胡椒をねりこんだ太めの麺と様々な野菜、ビネガーや香辛料を加えたソースを用いて作られる。ラグマンはキルギス国内ではどこでも食べることができるが、どちらかというとドンガン料理であると考えられているため、完全なキルギス料理とは考えられていないことも多い。

## パン・茶
キルギスで通常提供されるパンはナーンと呼ばれる中央アジアの伝統的な平パンであるが、厚みがあり固いロシアのパンも人気がある。パンと茶 (nan y chai) はキルギスの文化において非常に神聖なものと考えられている。キルギスの人々が家庭に人を招く場合は必ずといっていいほどパンと茶が提供される。これは客が単にちょっとした用事で滞在するような場合でも同様である。
キルギスのパンはタンドールやタンディルと呼ばれオーブンで作られる。このパンは丸く、比較的平たい形状をしている。地元の人々は自家製のジャムやアイランをつけて食べることが多い。

## 飲料

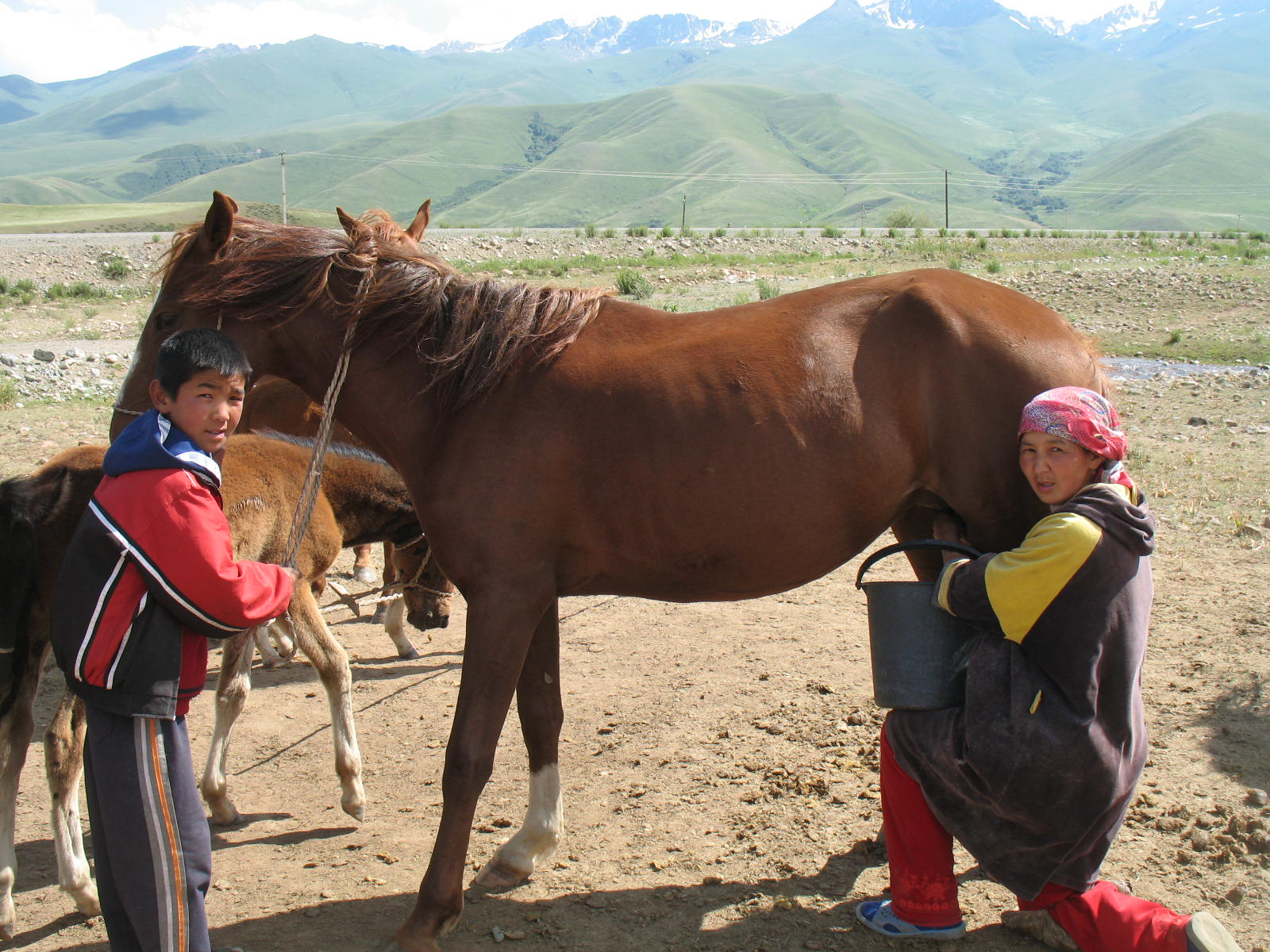
ウマの乳はクムスを作るために使用される

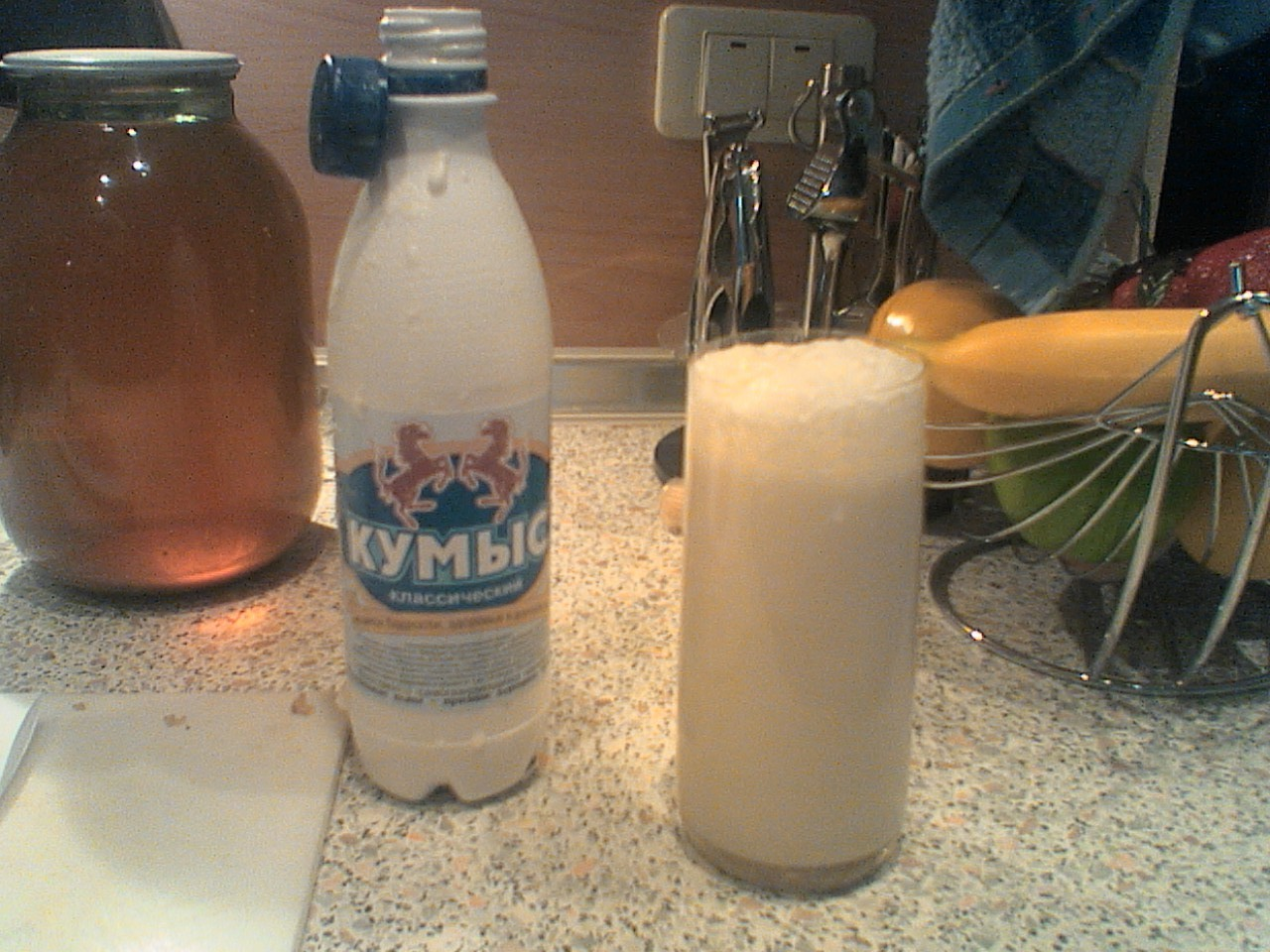
瓶詰めにして販売されているクムス

キルギスで人気のある飲料はクムス (キルギス語: кымыз [qɯmɯs]) と呼ばれる牝馬の乳汁を発酵させて作られる醸造酒である。この飲料はユーラシアの遊牧民文化において象徴的な飲み物であると考えられており、カザフスタンやモンゴルなどでも見かけることができる。新鮮なクムスは5月から8月にかけた夏季にのみ入手することができ、山間部の路上の屋台で販売されている。これに対して、ヨウ・クムスはキルギスで数年間の保存がきくように瓶詰めしたものであり中央アジアの周辺諸国の店で入手することもできる。
キルギスの伝統飲料と呼べるものは数多くある。キルギスではノンアルコール飲料も特に夏季に非常に人気があり、その中の1つに穀物を発酵させて作る炭酸飲料マクスムがある。マクスムは伝統的にそれぞれの家庭で女性により少量作られる事が多い。しかし、この飲料はショロという企業によりビシュケクに紹介された後、キルギス全土で広く飲用されるようになった。マクスムは通常麦芽から作られるが、準備段階では他の穀物も使用される。地域により様々な製造法やレシピがある。麦芽を蒸しあげて準備とするものや、穀物を水に漬けて準備を行う方法などがある。準備段階が終了すると、温度を下げて酵母による発酵過程に入る。マクスムは通常冷やして飲むことが多い。
穀物から作られる飲料としては他にジャルマがある。ジャルマはマクスムとほぼ同じ製法で作られる飲料であるが、発酵過程がなく、代わりに発泡性飲料とするためにアイランを混ぜて作成される。アイランから作られる発泡性飲料としては他にチャラプがある (タンとして販売されていることもある)。他の伝統飲料としてはヒツジの乳汁やクルトなどの乳製品、ラクダの乳汁などがある。キルギスの国民的な飲料を生産している二大企業はショロとエネサイである。